# Port lotniczy Katukurunda
Port lotniczy Katukurunda – port lotniczy położony w mieście Kalutara, w Sri Lance. Jest używany do celów wojskowych. Obsługiwany przez Sri Lanka Air Force.